# Nilson Corrêa
Nilson Corrêa Júnior, mais conhecido como Nilson Corrêa, ou simplesmente Nilson  (Vitória, 26 de dezembro de 1975), é um treinador e ex-futebolista brasileiro que atuava como goleiro.
Atualmente, comanda o Grêmio Pague Menos, de Fortaleza.
No dia 11 de julho de 2023 foi cogitado para treinar o Santa Cruz Futebol Clube, restando dois jogos para conclusao da fase de grupos da Campeonato Brasileiro de Futebol - Série D de 2023.

## Carreira
Revelado pelo Vitória, foi considerado uma grande promessa no começo da carreira. Porém, caiu muito de rendimento e foi vendido ao Santa Cruz, em 1999. Passou ainda por Gama, Internacional de Limeira, novamente pelo Santa Cruz, por Americano e Náutico antes de chegar ao Vitória Guimarães, em 2005, onde virou ídolo da equipa, tornando-se o primeiro goleiro logo na sua chegada e permanecendo lá por 7 anos, já tendo começado quase 200 jogos. Ao fim da época 2011-2012 Nilson desvinculou-se do Vitória Guimarães,fim da época 2012-2015 Nilson desvinculou-se do Persepolis.
Em 2013, o goleiro este próximo de voltar a jogar pelo Náutico, no entanto não veio porque nem o presidente nem o então técnico Alexandre Gallo demonstraram interesse.
Na metade do ano de 2015, assinou um contrato de uma temporada com o Moreirense Futebol Clube, clube português comandado pelo treinador Miguel Leal.

## Carreira de técnico
Nilson foi anunciado para comandar os destinos do Flamengo de Arcoverde no campeonato pernambucano de 2019. O ex-goleiro irá treinar o time da cidade de Arcoverde que estará completando 60 anos de história.

## Títulos

### Como jogador
Santa Cruz
- Taça Confederação do Equador (2º Turno do Pernambucano) 2 2000,2002

Náutico
- Campeonato Pernambucano - 2004

### Como treinador
Decisão Sertânia
- Campeonato Pernambucano de 2019 - Série A2